# Viișoara, Mureș
Viisoara là một xã thuộc hạt Mureș, România. Dân số thời điểm năm 2002 là 1661 người. Dân số 2015 là 820 người, mật độ dân số 279,1/km².